# Kościół Marcina Lutra w Bydgoszczy
Kościół Marcina Lutra – kościół ewangelicki w Bydgoszczy, wybudowany w 1906 roku, spalony we wrześniu 1939 roku w wyniku działań wojennych i rozebrany w 1945 wkrótce po zakończeniu wojny.

## Położenie
Kościół znajdował się przy ul. Leszczyńskiego 42-44 na osiedlu Szwederowo w Bydgoszczy. Stał nieopodal katolickiego kościoła pw. Matki Boskiej Nieustającej Pomocy, który wybudowano w latach 1926–1928.

## Historia
Budowa kościoła odbyła się w kontekście intensywnego rozwoju ewangelickiej architektury sakralnej w Bydgoszczy i na jej przedmieściach w końcu wieku XIX i na początku XX. Wówczas wzniesiono na tym terenie osiem zborów ewangelicko-unijnych, w większości neogotyckich, licowanych czerwoną cegłą.
Gmina ewangelicko-unijna na terenie Szwederowa, składająca się niemal wyłącznie z wyznawców narodowości niemieckiej uzyskała zgodę na budowę własnej świątyni na początku XX w. razem z gminą na Wilczaku, Okolu, Czyżkówku oraz Małych Bartodziejach.
Projekt świątyni autorstwa królewskiego okręgowego inspektora budowlanego Ismara Hermanna powstał w 1904 roku. Następnie przekazano go do Berlina, gdzie został zatwierdzony w Ministerstwie Robót Publicznych przez Friedricha Oskara Hossfelda – architekta, nadzorcę wszelkich prac w zakresie budownictwa sakralnego na obszarach znajdujących się pod zaborem pruskim. Równolegle, przy udziale tych samych autorów i zatwierdzających zrealizowano projekt kościoła ewangelickiego dla parafii Wilczak.
Głównym realizatorem prac budowlanych był przedsiębiorca z Bydgoszczy Carl Rose. Prace przy wznoszeniu i wyposażeniu kościoła ukończono w 1906 r.
Świątynia służyła niemieckiej gminie kościoła ewangelicko-unijnego do 1945 r., chociaż liczba ewangelików po 1920 r. w Bydgoszczy, a na Szwederowie w szczególności, znacznie się zmniejszyła. Według przybliżonych danych w przeddzień wybuchu II wojny światowej na obszarze Szwederowa mieszkało około 100 protestantów.
3 września 1939 r. podczas odwrotu wojsk polskich z Pomorza doszło do stłumienia dywersji niemieckiej w Bydgoszczy, co propaganda hitlerowska okrzyknęła „Krwawą Niedzielą”. Z wież kilku zborów ewangelickich, użytkowanych przez mniejszość niemiecką strzelano do żołnierzy wojska polskiego. Kościół Marcina Lutra był jednym z punktów oporu dywersantów. W efekcie spontanicznego tłumienia dywersji przez wojsko i mieszkańców miasta, kościół został ostrzelany. Do licznych starć doszło również 4 września 1939 roku. Szczególnie intensywne boje toczono na ulicach Bielickiej, Orlej i Żuławy między dywersantami niemieckimi a żołnierzami 5 kompanii strzeleckiej 62 Pułku Piechoty Wlkp. W trakcie walk kościół został spalony. Wehrmacht, który wkroczył później do miasta, dokonał na mieszkańcach dzielnicy krwawego odwetu.
Ruiny spalonego kościoła pozostały do końca wojny, a rozebrane zostały po jej zakończeniu.

## Architektura
Kościół zbudowany został w stylu neogotyku, popularnie stosowanym w Bydgoszczy w architekturze sakralnej na początku XX w.
Układ, architektura oraz detale były podobne do występujących w świątyni ewangelickiej na Wilczaku.
Jednakże w odróżnieniu od tamtejszej świątyni bryła kościoła była niesymetryczna, z wieżą dostawioną z lewej strony nawy głównej. W wieży znajdowało się wejście oraz klatka schodowa wiodąca do empory we wnętrzu kościoła.

## Dąb Marcina Lutra
W 2009 r. Rada Miasta Bydgoszczy ustanowiła w mieście 10 nowych pomników przyrody. Jednym z nich jest dąb szypułkowy z rozwiniętą koroną o obwodzie pnia 250 cm, który rośnie przed frontem dawnego kościoła luterańskiego. Dąb ten posadzono 10 listopada 1883 r. z okazji 400-lecia urodzin Marcina Lutra.